# 백종원 (배우)
백종원은 대한민국의 배우, 모델이다. 2001년 패션 모델 첫 데뷔하였다.

## 출연작

### 방송
- 2006년 M.net 《아이엠어모델 맨》
- 2017년 tvN 《버저비터》

### 영화
- 2009년 《청담보살》 ... 자동차극장남 역

### 드라마
- 2012년 JTBC 수목 미니시리즈 《친애하는 당신에게》 ... 건축사무소 직원 역
- 2013년 MBC 수목 미니시리즈 《7급 공무원》 ... 국정원 동기생 역
- 2015년 SBS 플러스 미니시리즈 《당신을 주문합니다》 ... 한비룡 역[3]
- 2017년 한중합작 드라마 《화폭천왕》 ... 둥민줴 역[4]

### 공연
- 2010년 연극 (일본) 《지하원숭이》
- 2017년 연극 (일본) 《마이카페의 폐점》[5]

### 광고
- 2007년 S-Oil
- 2007년 SK텔레콤 Live On 3G+ USIM
- 2007년 빙그레 요플레
- 2009년 삼성 시스템에어컨
- 2012년 웰스정수기
- 2012년 웅진코웨이 매트리스 케어랜탈
- 2013년 홈매트
- 2015년 엔젤리너스
- 2015년 삼성가전
- 2017년 삼성전자 QLED TV
- 2017년 KT 5G+
- 2018년 삼성전자 공기청정기 큐브
- 2019년 KT 올레TV
- 2019년 삼성 김치플러스 비스포크 냉장고
- 2020년 삼성 갤럭시Z폴드2
- 2020년 신한은행
- 2022년 셀로닉스 셀티아이